# Посольство України в Індії
Посольство України в Республіці Індія — дипломатична місія України в Індії, розміщена в Нью-Делі.

## Завдання посольства
Основне завдання Посольства України в Нью-Делі представляти інтереси України, сприяти розвиткові політичних, економічних, культурних, наукових та інших зв'язків, а також захищати права та інтереси громадян і юридичних осіб України, які перебувають на території Індії, в Шрі-Ланці, Бангладеш, Непалі та на Мальдівах.
Посольство сприяє розвиткові міждержавних відносин між Україною і Індією на всіх рівнях, з метою забезпечення гармонійного розвитку взаємних відносин, а також співробітництва з питань, що становлять взаємний інтерес. Посольство виконує також консульські функції.

## Історія дипломатичних відносин
Індія визнала незалежність України 26 грудня 1991 року. 17 січня 1992 року було встановлено дипломатичні відносини між Україною та Індією.

## Керівники дипломатичної місії
1. Ходоровський Георгій Іванович (1992—1998), посол
2. Адомайтіс Валентин Володимирович (1998—2000)
3. Семенець Олег Євгенович (2001—2006)
4. Поліха Ігор Зіновійович (2007—2010)
5. Шевченко Олександр Дмитрович (2010—2015[2])
6. Поліха Ігор Зіновійович (2015[3]—2022[4])
7. Поліщук Олександр Миколайович (з 2023[5])